# Suberites tortuosus
Suberites tortuosus är en svampdjursart som beskrevs av Claude Lévi 1959. Suberites tortuosus ingår i släktet Suberites och familjen Suberitidae.
Artens utbredningsområde är havet utanför São Tomé och Príncipe. Utöver nominatformen finns också underarten S. t. austral.